# Мантра
Мантрата е свещена сричка, дума или строфа, обикновено написана на санскрит. В зависимост от школата и философията, свързана с мантрата, тя може да бъде използвана по различен начин. Преди всичко тези думи създават вибрации, които помагат на практикуващия ги успокои ума си. Мантрите могат да се използват при религиозни церемонии за различни цели, като натрупване на благосъстояние, за избягване на опасности или за премахване на враговете. Мантрите произлизат от Индия във ведическия индуизъм, а по-късно са възприети от будистите и джайнистите. Понастоящем мантрите се използват в най-различни духовни практики.
Думата мантра е санскритска дума, състояща се от корена man – „manas – съзнание“ и наставката – tra означаваща „инструмент, средство“. Ето защо буквално „мантра“ означава „инструмент на съзнанието“.

## Въведение
Едуард Конзе, изучаващ будизма, често е превеждал „мантра“ като „заклинание“.[източник? (Поискан днес)] Като символ, за звуците се смята, че въздействат на това, което символизират. Гласните звуци често се възприемат като имащи магическа сила или дори представящи думите или речта на някое божество. За авторите на индуските свещени писания – Упанишадите, самата сричката Аум е мантра, представяща Брахман, божеството, но също и целостта на сътворението. Само да произнесеш тази сричка е като да изпиташ „небесното“ по много директен начин. Кукай изказва предположението, че всички звуци са гласа на Дармакая Буда – т.е. както в индуско-упандишадските и йогистките представи, тези звуци са проява на крайната действителност. Думите имат загадъчна сила, чрез която могат да ни влияят. Една от възприетите научна етимология свързва думата „мантра“ с „манас“, значещо „съзнание“ и „трана“, означаващо „защита“, от където следва, че мантрата е нещо, което пази съзнанието ни. За мантрата се смята, че прави много повече от това просто да защитава съзнанието ни.
В много култури буквите са тези, които имат силата – например еврейската Кабала или англосаксонските руни. Брамините били жреческата каста на Арийците. Случило се така, че те запазили свещените писания – първоначално Ведите, но после и Упанишадите. Години наред те били единствените, които знаели мантрите или свещените формули, които трябвало да бъдат напявани при всеки важен момент. Въпреки това, с появата на егалитаристката индуска школа по йога, Веданта, Тантра и Бхакти, вече мантрите били предавани свободно като част от общо практикуваната индуска религия. Мъдър в Индия бил някой, който е „чул много“. Освен това мантрите са и звукови символи. Какво точно символизират и как действат зависи от контекста и от съзнанието на човека, който ги повтаря. Някои предполагат, че звуците имат значение независимо от това дали го осъзнаваме или не. Нещо повече – може да има множество слоеве символизъм, свързани с всеки звук. Ето защо дори и да не ги разбираме, мантрите не са просто безсмислено бръщолевене – не съществуват изказвания, които напълно да нямат значение.
Докато индуските тантри най-накрая възприели и буквите така както и звуците като изобразяващи божественото, съществената промяна в изтъкването на писмеността била когато будизмът стигнал до Китай. В Китай нямало обединяващ духовен език като Санскрит. Ето защо се достигнало до единство чрез един писмен език, който бил гъвкав в произношението, но по-прецизен от гледна точка на понятията, които всеки знак представял. Всъщност индийците са имали много писмености, с които еднакво добре е можело да се пише санскрит. Китайците ценели много повече писмения език отколкото индийските будистки мисионери. Така писането на мантри се превърнало в религиозна практика. Ето защо докато брамините били много взискателни към правилното произношение, китайците и всъщност други будисти от Далечния изток били по-малко загрижени за него отколкото за правилното изписване. Писането на мантри и преписването на текстове като духовна практика били много усъвършенствани в Япония, а писането на Сидхам – писменост, на която много будистки сутри били написани, в наши дни може да бъде видяна само в Япония. Въпреки всичко, повтарянето на написани мантри е също познато в много индийски религиозни секти.

## Мантрата в индуизма
Първоначално мантрите са се появили във великите индуски свещени книги – Ведите. На практика във всички индуски свещени книги, писанието е оформено усърдно в дву-редови „шлоки“ и повечето мантри следват този образец, въпреки че често се срещат и мантри от един ред или дори една дума.
Най-основната мантра е Аум, която е позната в индуизма като „пранава мантра“, началото на всички мантри. Философията скрита зад нея е идеята за нама-рупа (име-форма), която допуска, че всички неща, идеи или същества във феноменологическия космос имат някакъв вид име и форма. Най-основното или първоначално име и форма е първичната вибрация на Аум, защото то е първата проявена нама-рупа от Брахман, непроявената реалност/нереалност. По същество, преди съществуванието и отвъд съществувание има само Една реалност, Брахман, и първото проявление на Брахман в съществуванието е Аум. По тази причина Аум се смята за най-съществената и мощна мантра и затова се слага пред или след всички индуски молитви. Докато някои мантри могат да призоват единични Богове или принципи, най-фундаменталните мантри като „Аум“, „Шанти мантра“ или „Гаятри мантра“ и др. фокусират в Първичната реалност.
В индуските тантри вселената е звук. Висшето (пара) поражда съществувание чрез Света (Шабда). Сътворението се състои от вибрации на различни честоти и амплитуди, които предизвикват събитията в нашия свят. Най-чистите вибрации са var.na (вар.на), вечните буквите (писанията), които ни се разкриват частично като доловими звуци или визуални форми.
Вар.ните са атоми от звук. Изградена е сложна символична връзка между буквите и елементите, боговете, знаците от зодиака, частите от тялото – буквите били обогатени в тези връзки. Например в Етрарея-араня-Упанишад намираме:
„Беззвучните съгласни представляват земята, съскавите – небето, гласните – „небесата“.
Беззвучните съгласни представляват огъня, съскавите – въздуха, гласните – слънцето? Беззвучните съгласни представляват окото, съскавите – ухото, гласните – съзнанието“
Фактически всяка буква станала мантра, а езикът на Ведите – Санскрит – съответства дълбоко на природата на нещата. Така Ведите почнали да представляват самата реалност. Зародишната сричка Ом представлява основната единица реалност, която е Брахман.

### Мантра джапа
Мантра джапа е понятие на Ведическите мъдреци, което въплътява мантрите като основна форма на пуджа или преклонение, чиито завършек се смята за мокша – освобождение. По същество, мантра джапа означава да се повтаря дадена мантра. Това е станало установена практика във всички индуски течения, от разнообразните Йога течения до Тантра. Тази практика включва повтаряне на мантрата отново и отново, обикновено в цикли на благоприятни числа (в кратни на 3), като най-популярният е 108. По тази причина индуските мали (огърлици от зърна – броеници) почнали да бъдат правени от 108 зърна и главното „меру“ зърно. Посветеният, който извършва джапа използвайки пръстите си отброява всяко зърно докато повтаря избраната мантра. Когато достигне 108 повторения, ако поиска да продължи нов цикъл от мантри, посветеният трябва да обърне малата без да пресече „меру-то“ и да почне да повтаря отново.
Казват, че чрез джапа посветеният достига единност или крайна съсредоточеност върху избраното божество или първична идея на мантрата. За вибрациите и звуците на мантрата се смята, че са от особена важност и от там много индуски школи предполагат, че отекването на звука събужда праната или духовната жизнена сила и дори, че се стимулират чакрите.
Всякоя шлока от свещените индуски текстове като Ведите, Упанишадите, Бхагавад гита, Йога сутра, дори и Махабхарата, Рамаяна, Дурга-сапта-шати или Чанди се смята за достатъчно мощна за да бъде повтаряна с огромен ефект и затова има статуса на мантра.
Много разпространен вид мантра се оформя от името на някое божество. Нарича се Намаджапа (нама = име). С този вид мантра се поздравява по такъв начин „Ом намах ----“ или „Ом джай ---“ или множество други комбинации. Често срещани примери са „Ом намах Шивая“ (Аум, прекланям се пред господ Шива), „Ом намо Нараяная“ или „Ом намо Бхагавате Васудеваая“ (Поздрави на Всемирния бог Вишну), „Ом Шри Ганеша Намах“ (Ом на Шри Ганеша) и „Ом Каликаяе намах“…

## Някои мантри
Това са само няколко от многото мантри, които могат да бъдат използвани в медитацията:
- „Ом“
- „Аз съм“
- „Ом мани падме хум“
- „Прекланям към светлината“
- „Аз съм едно с Бога“
- „Аз съм лек и положителен“
- „Аз съм здрав“
- „Ние сме вселената“
- Гаятри мантра
- Шанти мантра
- Мритюнджая мантра в Уикиизточник
- Маха-мантра